# Andrew Hjulsager
Andrew Hjulsager (Amager, 15 de enero de 1995) es un futbolista danés que juega en la demarcación de centrocampista para el Vejle Boldklub de la Superliga de Dinamarca.

## Biografía
Empezó a formarse como futbolista desde los cinco años con el Fremad Amager, hasta que en 2004 pasó a formar parte de la disciplina del Brøndby IF. Finalmente Andrew Hjulsager firmó el 25 de octubre de 2012 un contrato con el primer equipo. Hizo su debut el 21 de julio de 2013 en un partido contra el FC Vestsjælland que finalizó con empate a uno. 
Empezó a jugar asiduamente con el club en la temporada 2016-17, pero el 31 de enero firmó por el Real Club Celta de Vigo de España. Debutó con el club gallego en febrero de dicho año; y en mayo, anotó su primer gol. El 31 de enero de 2018 se formalizó su cesión hasta final de temporada para el Granada C. F. Al finalizar la campaña volvió al club gallego donde comenzó a jugar algo más.
El 12 de julio de 2019 fue traspasado al KV Oostende de la Primera División de Bélgica. Tras dos años en el club se marchó al K. A. A. Gante.
El 29 de junio de 2025 se hizo oficial su vuelta a Dinamarca para jugar las siguientes tres temporadas en el Vejle Boldklub.

## Clubes
| Club                | País      | Año       | Partidos | Goles |
| ------------------- | --------- | --------- | -------- | ----- |
| Brøndby IF          | Dinamarca | 2013-2017 | 97       | 18    |
| R. C. Celta de Vigo | España    | 2017-2018 | 11       | 1     |
| Granada C. F.       | España    | 2018      | 6        | 0     |
| R. C. Celta de Vigo | España    | 2018-2019 | 17       | 0     |
| K. V. Oostende      | Bélgica   | 2019-2021 | 59       | 9     |
| K. A. A. Gante      | Bélgica   | 2021-2025 | 112      | 11    |
| Vejle Boldklub      | Dinamarca | 2025-     |          |       |

## Palmarés

### Títulos nacionales
| Título          | Club           | País    | Año  |
| --------------- | -------------- | ------- | ---- |
| Copa de Bélgica | K. A. A. Gante | Bélgica | 2022 |